# 大师与玛格丽特
《大师与玛格丽特》（俄语：Мастер и Маргарита），又译作《大师与玛加丽塔》 、《撒旦起舞》、《莫斯科鬼影》。是苏联作家米哈伊尔·布尔加科夫的一部著名小说。很多人认为《大师与玛格丽特》是二十世纪最好的俄语小说。有些说法认为《大师与玛格丽特》是魔幻现实主义的开山之作。布尔加科夫从1928年开始写这部小说，但在1930年三月，当他得知自己的作品《伪君子阴谋》被禁时，将《大师与玛格丽特》的手稿销毁（据布尔加科夫本人回忆，是在火炉中烧毁）。1931年，他又重新开始写《大师与玛格丽特》，至1936年基本写完。三稿完成于1937年。在他的妻子的帮助下，他继续修改作品，直到死前四周。他的妻子在1940到1941年间完成了修改。
1966至1967年，本书（12％被删去，更多的地方被改动）才以连载的方式第一次出版。被删改的章节以手抄本的形式在地下流传。1967年，法兰克福的一位出版人在此基础上出版了较完全的版本。在苏联，第一个完全版本出版于1973年。

## 故事
故事有三条主线：首先是以外国魔术师沃兰德身份出现的撒但，带着他的随从（其中最引人注目的是一只会直立行走说人话、暴力倾向严重的大黑猫河马），来到莫斯科，加入了一个年轻诗人“无家汉”和一个莫斯科文联官员的谈话，预言了官员的死亡，随后将莫斯科文艺圈搅得天翻地覆。“无家汉”被送入了精神病院，在那里他遇到了大师。大师由于写一篇关于彼拉多和耶稣的历史小说时产生了精神异常，焚毁了手稿，离弃了爱人，最后被关进精神病院。
第二条线讲大师的爱人，玛格丽特，被撒但选中作为当晚魔鬼舞会的女主人，为此她得到了超自然的能力，裸体飞行在俄罗斯上空。在飞行中，她肆意捣毁了一个批评过大师的文艺评论者的家。最后撒但答应实现玛格丽特的任何愿望，玛格丽特要求将大师解救出来，并从此和她生活在贫穷和爱情中。撒旦转而决定将大师和玛格丽特都带走，当次日太阳升起，他们飞翔离开。
第三条线讲耶稣受难当天，他和本丟·彼拉多之间的对话，以及对当时真相的探求和描述。这条线开始于开篇时撒但与文联官员的对话，时隐时现于大师的手稿，并有大段直接描写和复杂的对哲学、神学、人性的讨论。

## 主题分析
有分析认为，布尔加科夫写作《大师与玛格丽特》的目的是为了回击当时苏联兴起的无神论潮流，尤其是作家杰米扬·别德内反宗教诗歌。